# Armie Hammer
Armand Douglas Hammer (Santa Monica, Califòrnia; 28 d'agost de 1986), conegut com Armie Hammer, és un actor estatunidenc, conegut per la seva interpretació en la pel·lícula de drama biogràfic The Social Network, el personatge principal del western The Lone Ranger (2013), Illya Kuryakin en la pel·lícula d'acció Operació U.N.C.L.E (2015), Mike en la pel·lícula de suspens Mine (2016) i la veu de Jackson Storm en la pel·lícula animada Cars 3 (2017).
És besnet del magnat del petroli, filantrop i col·leccionista d'art Armand Hammer.

## Biografia
Comença la seva carrera d'actor l'any 2005 en un episodi de la sèrie Arrested Development en el qual interpreta un estudiant. Apareix a un episodi de Veronica Mars  l'any 2006. Destaca a continuació per al seu paper a la temporada 4 de Desperate Housewives l'any 2007, també per al seu paper a la sèrie El Diable i jo (2009).Però la seva doble interpretació dels bessons Winklevoss al drama de David Fincher, The Social Network, que surt l'any 2010, és el que el dona a conèixer al món sencer.

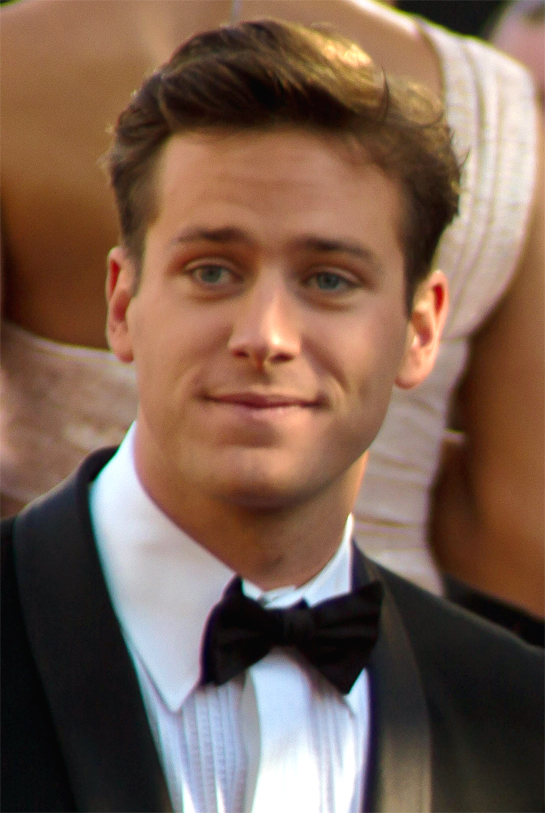
Armand el 2011

L'any 2011, posa els seus trets a un altre personatge real, el de Clyde Tolson a J. Edgar, biopic de Clint Eastwood dedicat a la vida del cap de l'FBI, J. Edgar Hoover, representat per Leonardo DiCaprio.
L'any 2012, interpreta el príncep Andrew Alcott a la gran producció Blancaneu, al costat de l'estrella Julia Roberts i la jove Lily Collins. El film és tanmateix eclipsat per una altra adaptació del conte homònim, el blockbuster fantàstic Blancaneu i la llegenda del caçador, dirigit per Chris Hemsworth, Kristen Stewart i Charlize Theron, que té tant d'èxit que immediatament s'anuncia una continuació.
El maig de 2013, considera tornar amb el paper de Bruce Wayne per a la nova adaptació de Batman prevista per a 2016, així com el de la Lliga dels justiciers, després haver estat escollit inicialment per George Miller per encarnar un cavaller negre paranoic al film desgraciadament avortat Justícia League: Mortal. Però la Ben Affleck és finalment triat per aquest paper.
L'agost de 2013, té el paper de John Reid / The Lone Ranger, al costat de Johnny Depp, al western fantàstic Lone Ranger, naixement d'un heroi de Gore Verbinski. El film és un enorme fracàs de crítica i comercial, posant fi al projecte de franquícia.
Durant l'estiu de 2015, comparteix cartell amb Henry Cavill per a una altra adaptació d'un vell fulletó, la comèdia d'acció i d'espionatge Operació U.N.C.L.E, de Guy Ritchie. Tot i que les crítiques són bones en conjunt, el box-office és decebedor. I els projectes de continuacions són anul·lats.
Prenent les seves distàncies amb els blockbusters, torna a papers secundaris més conseqüents i més greus interpretant Samuel Turner a The Birth of a Nation, de Nate Parker i Walker Morrow a Nocturnal Animals de Tom Ford. Aconsegueix l'atenció dels crítics i és nominat per al Golden Globus del millor actor a un segon paper pel seu paper de l'americà homosexual Oliver a Call Me by Your Name de Luca Guadagnino.

### Vida privada
Té un germà més jove, Viktor. Està casat amb la periodista i presentadors de televisió Elizabeth Chambers, des del 20 de maig de 2010. Junts, tenen dos fills: una filla, Harper (nascuda l'any 2014) i un noi, Ford (nascut l'any 2017).

## Filmografia

### Cinema
- 2006: Flicka de Mickael Mayer: l'home perfecte
- 2008: Blackout de Rigoberto Castaneda: Tommy
- 2008: Billy: The Early Years de Robby Benson: Billy Graham
- 2009: Spring Breakdown de Ryan Shiraki: Abercrombie Boy
- 2009: 2081 de Chandler Tuttle: Harrison Bergeron (curtmetratge)
- 2009: The Last Hurrah de Jonathan W. Stokes: un skateboarder
- 2010: The Social Network de David Fincher: Cameron i Tyler Winklevoss
- 2011: J. Edgar de Clint Eastwood: Clyde Tolson
- 2012: Blancaneu (Mirror Mirror) de Tarsem Singh: Príncep Andrew
- 2013: The Lone Ranger de Gore Verbinski: John Reid / The Lone Ranger
- 2015: Entorn de Doug Ellin: ell mateix
- 2015: Operació U.N.C.L.E de Guy Ritchie: Illya Kouriakine
- 2016: Free Fire de Ben Wheatley: Ord
- 2016: The Birth of a Nation de Nate Parker: Samuel Turner
- 2016: Nocturnal Animals de Tom Ford: Walker Morrow
- 2016: Mina de Fabio Guaglione i Fabio Resinaro: Mike Stevens
- 2017: Call Me by Your Name de Luca Guadagnino: Oliver
- 2017: Cars 3 de John Lasseter: Jackson storm (veu)
- 2017: Final Portrait: L'art de l'amistat (Final Portrait) de Stanley Tucci: James Lord
- 2018: Sorry to Bother You de Boots Riley: Steve Lift
- 2018: Hotel Mumbai d'Anthony Maras: David
- 2018: On the Basis of Sex de Mimi Leder: Martin D. Ginsburg
- 2019: Wounds de Babak Anvari: Will
- 2020: Query de Sophie Kargman: Jim (curtmetratge)
- 2020: Rebecca de Ben Wheatley: Maxim de Winter
- 2021: Crisis de Nicholas Jarecki: Jake Kahane

### Televisió
- 2005: Arrested Development: un estudiant (temporada 2, episodi 14)
- 2006: Veronica Mart: Kurt (temporada 3, episodi 3)
- 2007: Desperate Housewives: Barrett (temporada 4, episodi 8)
- 2009: Gossip Girl: Gabriel Edwards (temporada 2, episodis 20 a 23)
- 2009: El Diable i mi (Reaper): Morgan (temporada 2, episodis 4, 5, 7, 8 i 10)
- 2012: Els Simpson: Cameron i Tyler Winklevoss (veu, temporada 23, episodi 11)
- 2012: American Dad!: agent d'arrendament de cotxe (veu, temporada 7, episodi 12)
- 2012: The Polar Bears de Bruce Carter, David Scott i John Stevenson: Zook (veu per a una publicitat Coca-Cola)
- 2014: Stan Lee's Mighty 7 (telefilm): Strong Arm (veu)

## Premis i nominacions

### Premis
- Premis Phoenix Film Critics Society 2010: millor repartiment per a The Social Network
- Hollywood Film Awards 2010: repartiment de l'any per a The Social Network
- Palm Springs Internacional Film Festival 2011: premi al millor repartiment per a The Social Network
- CinemaCon 2013: star masculina de demà
- Toronto Film Critics Association 2017: millor actor secundari per a Call Me by Your Name

### Nominacions
- Chicago Film Critics Association Awards 2010: actor més prometedor per a The Social Network
- Teen Choice Awards 2011: revelació masculina de l'any per a The Social Network
- Teen Choice Awards 2011: millor alquímia (amb Johnny Depp) per a Lone Ranger
- Screen Actors Guild Awards 2011: millor repartiment per a The Social Network
- Houston Film Critics Society Awards 2011: millor actor secundari per a J. Edgar
- Premis Satellite 2017: millor actor secundari per a Call Me by Your Name
- San Francisco Film Critics Circle 2017: millor actor secundari per a Call Me by Your Name
- Gay and Lesbian Entertainment Critics Associació 2018: Premi Dorian al millor secundari per a Call Me by Your Name
- Premis Independent Spirit 2018: millor actor secundari per a Call Me by Your Name
- Globus d'Or del 2018: millor actor secundari per a Call Me by Your Name